# 캐슬린 벨러

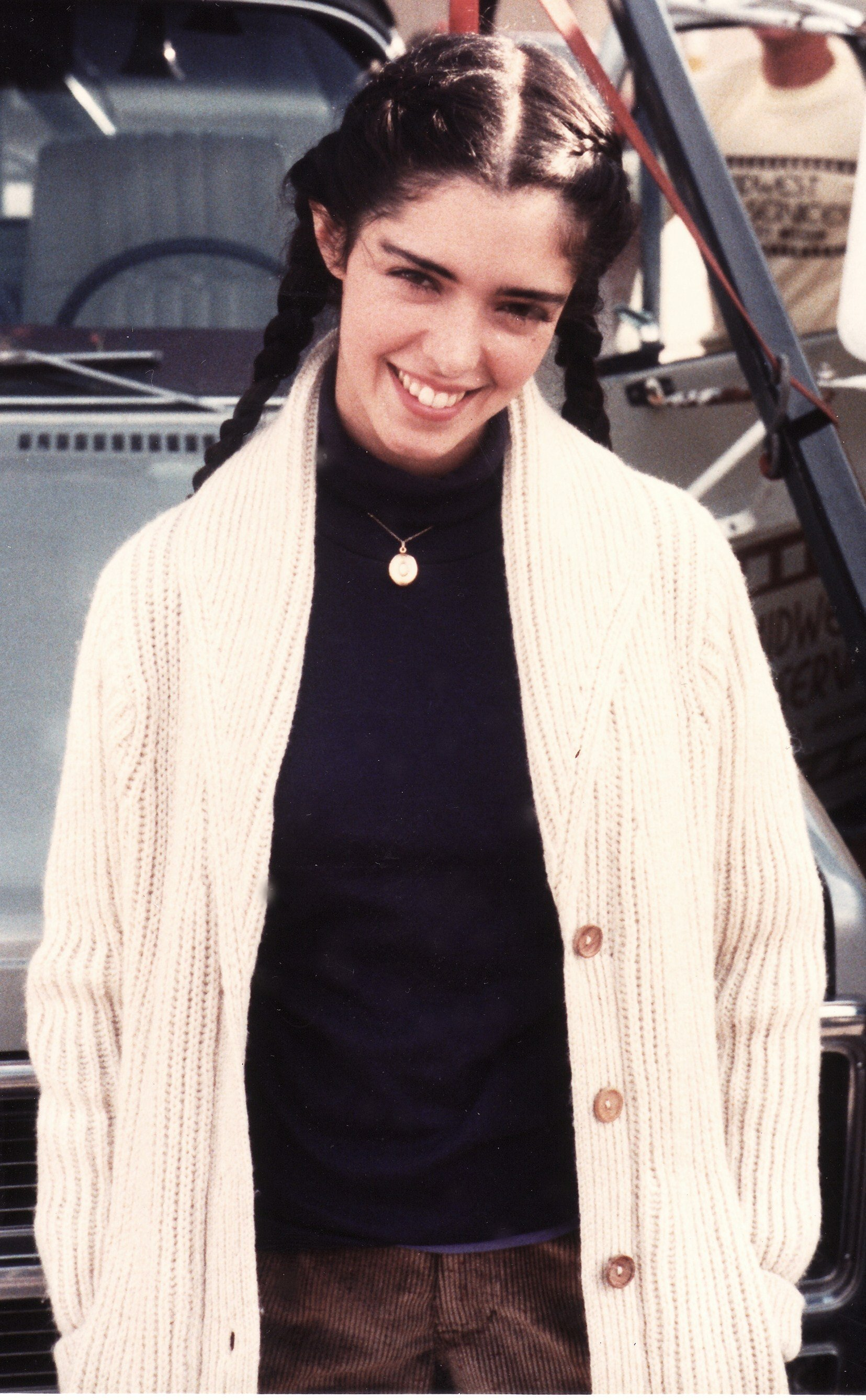

캐슬린 벨러(Kathleen Beller, 1956년 2월 19일 ~ )는 미국의 배우, 텔레비전 배우, 영화배우이다.
웨스트체스터 군에서 태어났다.

## 영화
- 사랑의 조건 (1992년)
- 시간의 추적자 (1989년)
- 클라우드 왈칭 (1987년)
- 전율의 메세지 (1985년)
- 터치드 (1983년)
- 남북전쟁 (1982년)
- 스워드 (1982년)
- 다이너스티 (1981년)
- 암흑가의 투캅스 (1981년)
- 무비 무비 (1978년)
- 집에 혼자 있는가 (1978년)
- 자동차 왕 로렌 (1978년)
- 조이에게 일어난 일 (1977, Something for Joey)
- 크라임 클럽 (1975년)
- 대부 2 (1974년)